# Trichophthalma ursula
Trichophthalma ursula är en tvåvingeart som först beskrevs av Philippi 1865.  Trichophthalma ursula ingår i släktet Trichophthalma och familjen Nemestrinidae. Inga underarter finns listade i Catalogue of Life.